# 許章
許章（1432年—？），字廷冕，浙江嘉興府嘉興縣人，明朝政治人物。進士出身。

## 生平
天順三年（1459年）舉己卯科浙江鄉試第十六名。天順八年（1464年）甲申科會試第五十名，殿試登進士第二甲第四十四名。

## 家族
曾祖父許祥。祖父許衡。父亲許潤。